# Station Abiko
Station Abiko (我孫子駅, Abiko-eki) is een metrostation in de wijk Sumiyoshi-ku in de Japanse stad Osaka. Het wordt aangedaan door de Midosuji-lijn en is het laatste station in de stad Osaka. De stationsnaam wordt over het algemeen in het hiragana geschreven, als あびこ (ook door de gemeente Osaka), daar de drie kanji (我孫子) lastig te lezen zijn. Het station heeft twee zijperrons.

## Treindienst

### Metro van Osaka(stationsnummer M27)
| 1 | ■Midosuji-lijn | richting Shin-Kanaoka en Nakamozu       |
| 2 | ■Midosuji-lijn | richting Tennōji, Namba, Umeda en Esaka |

## Geschiedenis
Het station werd in 1960 geopend als eindhalte van de vernieuwde Midosuji-lijn. Na de verlenging richting Sakai werd het een doorgaand station.

## Overig openbaar vervoer
Bussen 4, 54, 63, 65 en 66